# Hadoop
Hadoop — проект фонда Apache Software Foundation, свободно распространяемый набор утилит, библиотек и фреймворк для разработки и выполнения распределённых программ, работающих на кластерах из сотен и тысяч узлов. Используется для реализации поисковых и контекстных механизмов многих высоконагруженных веб-сайтов, в том числе, для Yahoo! и Facebook. Разработан на Java в рамках вычислительной парадигмы MapReduce, согласно которой приложение разделяется на большое количество одинаковых элементарных заданий, выполнимых на узлах кластера и естественным образом сводимых в конечный результат.
По состоянию на 2014 год проект состоит из четырёх модулей — Hadoop Common (связующее программное обеспечение — набор инфраструктурных программных библиотек и утилит, используемых для других модулей и родственных проектов), HDFS (распределённая файловая система), YARN (система для планирования заданий и управления кластером) и Hadoop MapReduce (платформа программирования и выполнения распределённых MapReduce-вычислений), ранее в Hadoop входил целый ряд других проектов, ставших самостоятельными в рамках системы проектов Apache Software Foundation.
Считается одной из основополагающих технологий «больших данных». Вокруг Hadoop образовалась целая экосистема из связанных проектов и технологий, многие из которых развивались изначально в рамках проекта, а впоследствии стали самостоятельными. Со второй половины 2000-х годов идёт процесс активной коммерциализации технологии, несколько компаний строят бизнес целиком на создании коммерческих дистрибутивов Hadoop и услуг по технической поддержке экосистемы, а практически все крупные поставщики информационных технологий для организаций в том или ином виде включают Hadoop в продуктовые стратегии и линейки решений.

## История
Разработка была инициирована в начале 2005 года Дугом Каттингом с целью построения программной инфраструктуры распределённых вычислений для проекта Nutch — свободной программной поисковой машины на Java, её идейной основой стала публикация сотрудников Google Джеффри Дина и Санжая Гемавата о вычислительной концепции MapReduce. Новый проект был назван в честь игрушечного слонёнка ребёнка основателя проекта .
В течение 2005—2006 годов Hadoop развивался усилиями двух разработчиков — Дуга Каттинга (англ. Doug Cutting) и Майка Кафареллы (англ. Mike Cafarella) в режиме частичной занятости, сначала в рамках проекта Nutch, затем — проекта Lucene. В январе 2006 года корпорация Yahoo пригласила Каттинга возглавить специально выделенную команду разработки инфраструктуры распределённых вычислений, к этому же моменту относится выделение Hadoop в отдельный проект. В феврале 2008 года Yahoo запустила кластерную поисковую машину на 10 тыс. процессорных ядер, управляемую средствами Hadoop.
В январе 2008 года Hadoop становится проектом верхнего уровня системы проектов Apache Software Foundation. В апреле 2008 года Hadoop побил мировой рекорд производительности в стандартизованном бенчмарке сортировки данных — 1 Тбайт был обработан за 209 сек. на кластере из 910 узлов. С этого момента начинается широкое применение Hadoop за пределами Yahoo — технологию для своих сайтов внедряют Last.fm, Facebook, The New York Times, проводится адаптация для запуска Hadoop в облаках Amazon EC2.
В апреле 2010 года корпорация Google предоставила Apache Software Foundation права на использование технологии MapReduce, через три месяца после её защиты в патентном бюро США, тем самым избавив организацию от возможных патентных претензий.
Начиная с 2010 года Hadoop неоднократно характеризуется как ключевая технология «больших данных», прогнозируется его широкое распространение для массово-параллельной обработки данных, и, наряду с Cloudera, появилась серия технологических стартапов, целиком ориентированных на коммерциализацию Hadoop. В течение 2010 года несколько подпроектов Hadoop — Avro, HBase, Hive, Pig, Zookeeper — последовательно стали проектами верхнего уровня фонда Apache, что послужило началом формирования экосистемы вокруг Hadoop. В марте 2011 года Hadoop удостоен ежегодной инновационной награды медиагруппы Guardian, на церемонии вручения технология была названа «швейцарским армейским ножом XXI века».
Реализация в вышедшем осенью 2013 года Hadoop 2.0 модуля YARN оценена как значительный скачок, выводящий Hadoop за рамки парадигмы MapReduce и ставящая технологию на уровень универсального решения для организации распределённой обработки данных.

## Hadoop Common
В Hadoop Common входят библиотеки управления файловыми системами, поддерживаемыми Hadoop, и сценарии создания необходимой инфраструктуры и управления распределённой обработкой, для удобства выполнения которых создан специализированный упрощённый интерпретатор командной строки (FS shell, filesystem shell), запускаемый из оболочки операционной системы командой вида: hdfs dfs -command URI, где command — команда интерпретатора, а URI — список ресурсов с префиксами, указывающими тип поддерживаемой файловой системы, например hdfs://example.com/file1 или file:///tmp/local/file2. Бо́льшая часть команд интерпретатора реализована по аналогии с соответствующими командами Unix (таковы, например, cat, chmod, chown, chgrp, cp, du, ls, mkdir, mv, rm, tail, притом, поддержаны некоторые ключи аналогичных Unix-команд, например ключ рекурсивности -R для chmod, chown, chgrp), есть команды, специфические для Hadoop (например, count подсчитывает количество каталогов, файлов и байтов по заданному пути, expunge очищает корзину, а setrep модифицирует коэффициент репликации для заданного ресурса).

## HDFS
HDFS (Hadoop Distributed File System) — файловая система, предназначенная для хранения файлов больших размеров, поблочно распределённых между узлами вычислительного кластера. Все блоки в HDFS (кроме последнего блока файла) имеют одинаковый размер, и каждый блок может быть размещён на нескольких узлах, размер блока и коэффициент репликации (количество узлов, на которых должен быть размещён каждый блок) определяются в настройках на уровне файла. Благодаря репликации обеспечивается устойчивость распределённой системы к отказам отдельных узлов. Файлы в HDFS могут быть записаны лишь однажды (модификация не поддерживается), а запись в файл в одно время может вести только один процесс. Организация файлов в пространстве имён — традиционная иерархическая: есть корневой каталог, поддерживается вложение каталогов, в одном каталоге могут располагаться и файлы, и другие каталоги.
Развёртывание экземпляра HDFS предусматривает наличие центрального узла имён (англ. name node), хранящего метаданные файловой системы и метаинформацию о распределении блоков, и серии узлов данных (англ. data node), непосредственно хранящих блоки файлов. Узел имён отвечает за обработку операций уровня файлов и каталогов — открытие и закрытие файлов, манипуляция с каталогами, узлы данных непосредственно отрабатывают операции по записи и чтению данных. Узел имён и узлы данных снабжаются веб-серверами, отображающими текущий статус узлов и позволяющими просматривать содержимое файловой системы. Административные функции доступны из интерфейса командной строки.
HDFS является неотъемлемой частью проекта, однако, Hadoop поддерживает работу и с другими распределёнными файловыми системами без использования HDFS, поддержка Amazon S3 и CloudStore реализована в основном дистрибутиве. С другой стороны, HDFS может использоваться не только для запуска MapReduce-заданий, но и как распределённая файловая система общего назначения, в частности, поверх неё реализована распределённая NoSQL-СУБД HBase, в её среде работает масштабируемая система машинного обучения Apache Mahout.

## YARN
YARN (англ. Yet Another Resource Negotiator — «ещё один ресурсный посредник») — модуль, появившийся с версией 2.0 (2013), отвечающий за управление ресурсами кластеров и планирование заданий. Если в предыдущих выпусках эта функция была интегрирована в модуль MapReduce, где была реализована единым компонентом (JobTracker), то в YARN функционирует логически самостоятельный демон — планировщик ресурсов (ResourceManager), абстрагирующий все вычислительные ресурсы кластера и управляющий их предоставлением приложениям распределённой обработки. Работать под управлением YARN могут как MapReduce-программы, так и любые другие распределённые приложения, поддерживающие соответствующие программные интерфейсы; YARN обеспечивает возможность параллельного выполнения нескольких различных задач в рамках кластера и их изоляцию (по принципам мультиарендности). Разработчику распределённого приложения необходимо реализовать специальный класс управления приложением (ApplicationMaster), который отвечает за координацию заданий в рамках тех ресурсов, которые предоставит планировщик ресурсов; планировщик ресурсов же отвечает за создание экземпляров класса управления приложением и взаимодействия с ним через соответствующий сетевой протокол.
YARN может быть рассмотрен как кластерная операционная система в том смысле, что выступает интерфейсом между аппаратными ресурсами кластера и широким классом приложений, использующих его мощности для выполнения вычислительной обработки.

## Hadoop MapReduce
Hadoop MapReduce — программный каркас для программирования распределённых вычислений в рамках парадигмы MapReduce. Разработчику приложения для Hadoop MapReduce необходимо реализовать базовый обработчик, который на каждом вычислительном узле кластера обеспечит преобразование исходных пар «ключ — значение» в промежуточный набор пар «ключ — значение» (класс, реализующий интерфейс Mapper, назван по функции высшего порядка Map), и обработчик, сводящий промежуточный набор пар в окончательный, сокращённый набор (свёртку, класс, реализующий интерфейс Reducer). Каркас передаёт на вход свёртки отсортированные выводы от базовых обработчиков, сведе́ние состоит из трёх фаз — shuffle (тасовка, выделение нужной секции вывода), sort (сортировка, группировка по ключам выводов от распределителей — досортировка, требующаяся в случае, когда разные атомарные обработчики возвращают наборы с одинаковыми ключами, при этом, правила сортировки на этой фазе могут быть заданы программно и использовать какие-либо особенности внутренней структуры ключей) и собственно reduce (свёртка списка) — получения результирующего набора. Для некоторых видов обработки свёртка не требуется, и каркас возвращает в этом случае набор отсортированных пар, полученных базовыми обработчиками.
Hadoop MapReduce позволяет создавать задания как с базовыми обработчиками, так и со свёртками, написанными без использования Java: утилиты Hadoop streaming позволяют использовать в качестве базовых обработчиков и свёрток любой исполняемый файл, работающий со стандартным вводом-выводом операционной системы (например, утилиты командной оболочки UNIX), есть также SWIG-совместимый прикладной интерфейс программирования Hadoop pipes на C++. Также, в состав дистрибутивов Hadoop входят реализации различных конкретных базовых обработчиков и свёрток, наиболее типично используемых в распределённой обработке.
В первых версиях Hadoop MapReduce включал планировщик заданий (JobTracker), начиная с версии 2.0 эта функция перенесена в YARN, и начиная с этой версии модуль Hadoop MapReduce реализован поверх YARN. Программные интерфейсы по большей части сохранены, однако полной обратной совместимости нет (то есть для запуска программ, написанных для предыдущих версий API, для работы в YARN в общем случае требуется их модификация или рефакторинг, и лишь при некоторых ограничениях возможны варианты обратной двоичной совместимости).

## Масштабируемость
Одной из основных целей Hadoop изначально было обеспечение горизонтальной масштабируемости кластера посредством добавления недорогих узлов (оборудования массового класса, англ. commodity hardware), без прибегания к мощным серверам и дорогим сетям хранения данных. Функционирующие кластеры размером в тысячи узлов подтверждают осуществимость и экономическую эффективность таких систем, так, по состоянию на 2011 год известно о крупных кластерах Hadoop в Yahoo (более 4 тыс. узлов с суммарной ёмкостью хранения 15 Пбайт), Facebook (около 2 тыс. узлов на 21 Пбайт) и Ebay (700 узлов на 16 Пбайт). Тем не менее, считается, что горизонтальная масштабируемость в Hadoop-системах ограничена, для Hadoop до версии 2.0 максимально возможно оценивалась в 4 тыс. узлов при использовании 10 MapReduce-заданий на узел. Во многом этому ограничению способствовала концентрация в модуле MapReduce функций по контролю за жизненным циклом заданий, считается, что с выносом её в модуль YARN в Hadoop 2.0 и децентрализацией — распределением части функций по мониторингу на узлы обработки — горизонтальная масштабируемость повысилась.
Ещё одним ограничением Hadoop-систем является размер оперативной памяти на узле имён (NameNode), хранящем всё пространство имён кластера для распределения обработки, притом общее количество файлов, которое способен обрабатывать узел имён — 100 млн. Для преодоления этого ограничения ведутся работы по распределению узла имён, единого в текущей архитектуре на весь кластер, на несколько независимых узлов. Другим вариантом преодоления этого ограничения является использование распределённых СУБД поверх HDFS, таких как HBase, роль файлов и каталогов в которых с точки зрения приложения играют записи в одной большой таблице базы данных.
По состоянию на 2011 год типичный кластер строился из однопроцессорных многоядерных x86-64-узлов под управлением Linux с 3—12 дисковыми устройствами хранения, связанных сетью с пропускной способностью 1 Гбит/с. Существуют тенденции как к снижению вычислительной мощности узлов и использованию процессоров с низким энергопотреблением (ARM, Intel Atom), так и применения высокопроизводительных вычислительных узлов одновременно с сетевыми решениями с высокой пропускной способностью (InfiniBand в Oracle Big Data Appliance, высокопроизводительная сеть хранения данных на Fibre Channel и Ethernet пропускной способностью 10 Гбит/с в шаблонных конфигурациях FlexPod для «больших данных»).
Масштабируемость Hadoop-систем в значительной степени зависит от характеристик обрабатываемых данных, прежде всего, их внутренней структуры и особенностей по извлечению из них необходимой информации, и сложности задачи по обработке, которые, в свою очередь, диктуют организацию циклов обработки, вычислительную интенсивность атомарных операций, и, в конечном счёте, уровень параллелизма и загруженность кластера. В руководстве Hadoop (первых версий, ранее 2.0) указывалось, что приемлемым уровнем параллелизма является использование 10—100 экземпляров базовых обработчиков на узел кластера, а для задач, не требующих значительных затрат процессорного времени — до 300; для свёрток считалось оптимальным использование их по количеству узлов, умноженному на коэффициент из диапазона от 0,95 до 1,75 и константу mapred.tasktracker.reduce.tasks.maximum. С бо́льшим значением коэффициента наиболее быстрые узлы, закончив первый раунд сведения, раньше получат вторую порцию промежуточных пар для обработки, таким образом, увеличение коэффициента избыточно загружает кластер, но при этом обеспечивает более эффективную балансировку нагрузки. В YARN вместо этого используются конфигурационные константы, определяющие значения доступной оперативной памяти и виртуальных процессорных ядер, доступных для планировщика ресурсов, на основании которых и определяется уровень параллелизма.

## Коммерциализация
На фоне популяризации Hadoop в 2008 году и сообщениях о построении Hadoop-кластеров в Yahoo и Facebook, в октябре 2008 года была создана компания Cloudera во главе с Майклом Ольсоном, бывшим генеральным директором Sleepycat (фирмы-создателя Berkeley DB), целиком нацеленная на коммерциализацию Hadoop-технологий. В сентябре 2009 года в Cloudera из Yahoo перешёл основной разработчик Hadoop Дуг Каттинг, и благодаря такому переходу комментаторы охарактеризовали Cloudera как «нового знаменосца Hadoop», несмотря на то, что основная часть проекта была создана всё-таки сотрудниками Facebook и Yahoo. В 2009 году основана компания MapR, поставившая целью создать высокопроизводительный вариант дистрибутива Hadoop, и поставлять его как собственническое программное обеспечение. В апреле 2009 года Amazon запустил облачный сервис Elastic MapReduce, предоставляющий подписчикам возможность создавать кластеры Hadoop и выполнять на них задания с повременной оплатой. Позднее, в качестве альтернативы, подписчики Amazon Elastic MapReduce получили выбор между классическим дистрибутивом от Apache и дистрибутивами от MapR.
В 2011 году Yahoo выделила подразделение, занимавшееся разработкой и использованием Hadoop, в самостоятельную компанию — Hortonworks, вскоре новой компании удалось заключить соглашение с Microsoft о совместной разработке дистрибутива Hadoop для Windows Azure и Windows Server. В том же году со становлением представлений о Hadoop как одной из базовых технологий «больших данных» фактически все крупные производители технологического программного обеспечения для организаций в том или ином виде включили Hadoop-технологии в стратегии и продуктовые линейки. Так, Oracle выпустила аппаратно-программный комплекс Big Data appliance (заранее собранный в телекоммуникационном шкафу и предконфигурированный Hadoop-кластер с дистрибутивом от Cloudera), IBM на основе дистрибутива Apache создала продукт BigInsights, EMC лицензировала у MapR их высокопроизводительный Hadoop для интеграции в продукты незадолго до этого поглощённой Greenplum (позднее это бизнес-подразделение было выделено в самостоятельную компанию Pivotal, и она перешла на полностью самостоятельный дистрибутив Hadoop на базе кода Apache), Teradata заключила соглашение с Hortonworks по интеграции Hadoop в аппаратно-программный комплекс массово-параллельной обработки Aster Big Analytics appliance. В 2013 году собственный дистрибутив Hadoop создала Intel, год спустя отказавшись от его развития в пользу решений от Cloudera, в которой приобрела долю в 18 %.
Объём рынка программного обеспечения и услуг вокруг экосистемы Hadoop на 2012 год оценён в размере $540 млн с прогнозом роста к 2017 году до $1,6 млрд, лидеры рынка — калифорнийские стартапы Cloudera, MapR и Hortonworks. Кроме них отмечены также компании Hadapt (поглощена в июле 2014 корпорацией Teradata), Datameer, Karmasphere и Platfora, как строящие целиком свой бизнес на создании продуктов для обеспечения Hadoop-систем аналитическими возможностями.